# Asra Panahi
Asra Panahi (Ardabil, Iran, 5 de març del 2007 – 12 d'octubre del 2022) va ser una adolescent iraniana que va ser assassinada durant les protestes per la mort de Mahsa Amini. Es trobava entre un grup d'estudiants de l'escola secundària Shahed Girls que es va negar a unir-se a una manifestació progovernamental i interpretar la cançó "Salam Farmandeh". Les estudiants van ser agredides per les forces de seguretat de paisà convocades a l'escola. Panahi va morir a l'Hospital Fatemi d'Ardabil després de patir ferides greus.

## Biografia
Asra Panahi va néixer a Ardabil, Iran el 5 de març de 2007. Era d'ètnia àzeri.
Panahi era nedadora i a la Copa d'Azerbaidjan de natació femenina del del 28 al 29 de novembre de 2018, va ocupar el tercer lloc en els 50 i 100 metres lliures de natació, en la prova individual (grup d'edat 11-12 anys) i en la natació lliure per equips (grup d'edat 11-12 anys) en la prova de 4 x 50 metres. Aquestes competicions es van organitzar a la piscina Abadgaran de Tabriz.
També va ser seleccionada com la millor nedadora del grup d'edat menor de 12 anys a la lliga femenina de natació de la província d'Azerbaidjan Oriental el 2017. El setembre de 2018, va participar com a representant de la província de l'Azerbaidjan Oriental a l'Olimpíada dels millors talents de natació de l'Iran, i en la franja d'edat de 13-14 anys, va aconseguir el sisé lloc del país en natació de 50 metres esquena.

### Mort
Panahi va ser assassinada el 12 d'octubre de 2022 quan forces de seguretat de paisà van assaltar l'escola secundària Shahed Girls a Ardabil. Els funcionaris de l'escola havien intentat obligar les estudiants a participar en una manifestació progovernamental on havien de cantar "Salam Farmandeh", una cançó ideològica que elogiava Ali Khamenei. Algunes de les estudiants es van negar a participar, en protesta per l'assassinat de Mahsa Amini, el govern, i el hijab obligatori. Un pare d'un dels alumnes va dir que professors i alumnes cantaven "mort al dictador". Les forces de seguretat vestides de paisà van ser convocades pels funcionaris de l'escola i van atacar els alumnes, segons els informes, els van colpejar i van detenir 10 de les noies. Panahi es trobava entre les 12 estudiants que van haver de ser traslladades a l'Hospital Fatemi després de l'atac. Va morir a causa de ferides greus i una hemorràgia interna.

## Reacció
La seua mort es va convertir en un crit de per a les manifestacions, especialment a Ardabil, amb manifestants que reclamaven la fi de la República Islàmica. Es van celebrar protestes i manifestacions a gran escala a Ardabil per la mort de Panahi el 15 d'octubre de 2022.
Les circumstàncies de la mort han estat discutides pels oficials. La xarxa de notícies Dana, vinculada al Cos de la Guàrdia Revolucionària Islàmica, va emetre un vídeo d'una entrevista amb un home emmascarat que afirmava ser l'oncle de Panahi. Va dir que ella tenia una malaltia cardíaca congènita i havia mort a mitjanit després de ser traslladada a l'hospital, i va destacar que la seua mort "no estava relacionada amb cap concentració ni rebel·lió", semblant a les entrevistes de familiars de Nika Shakarami i Sarina Esmailzadeh. Els oficials del govern iranià i agències de notícies governamentals han reafirmat que tenia una malaltia cardíaca. El diputat d'Ardabil al Parlament, Kazem Musavi, ha afirmat que Panahi es va suïcidar.
Hassan Ameli, membre de l'Assemblea d'Experts iraniana i Imam Jumu'ah d'Ardabil, va dir en una entrevista que les estudiants no haurien d'haver estat portades a la cerimònia de Salam Farmandeh a Ardabil sense el permís dels seus pares. Va negar que Panahi havia estat assassinada per les forces de seguretat i va donar suport a l'afirmació que va morir de manera natural.
El Consell de Coordinació d'Organitzacions Sindicals d'Educadors iranians va informar inicialment que la mort de Panahi es va produir a conseqüència de l'atac de les forces de seguretat de paisà a l'escola. Hores més tard, van modificar la seua declaració per dir que no podien confirmar ni negar la mort d'un estudiant.